# Hôtel Habana Riviera
L'Hôtel Habana Riviera est un hôtel de La Havane à Cuba. Il se situe sur le boulevard Malecón, donnant sur la plage, dans le quartier Vedado (en).
Nommé officiellement Hotel Habana Riviera by Iberostar depuis son rachat par la chaîne espagnole Iberostar Group (en), l'hôtel a été construit en 1957 et conserve toujours son style original des années 1950. Il comporte 21 étages et 352 chambres. Il est l'œuvre de l'architecte américain Igor B. Polevitzky (en)
Le Havana Rivera appartenait à l'origine au gangster Meyer Lansky qui en décide la construction après avoir vu l'hôtel Riviera sur le Las Vegas Strip de son ami Moe Dalitz.

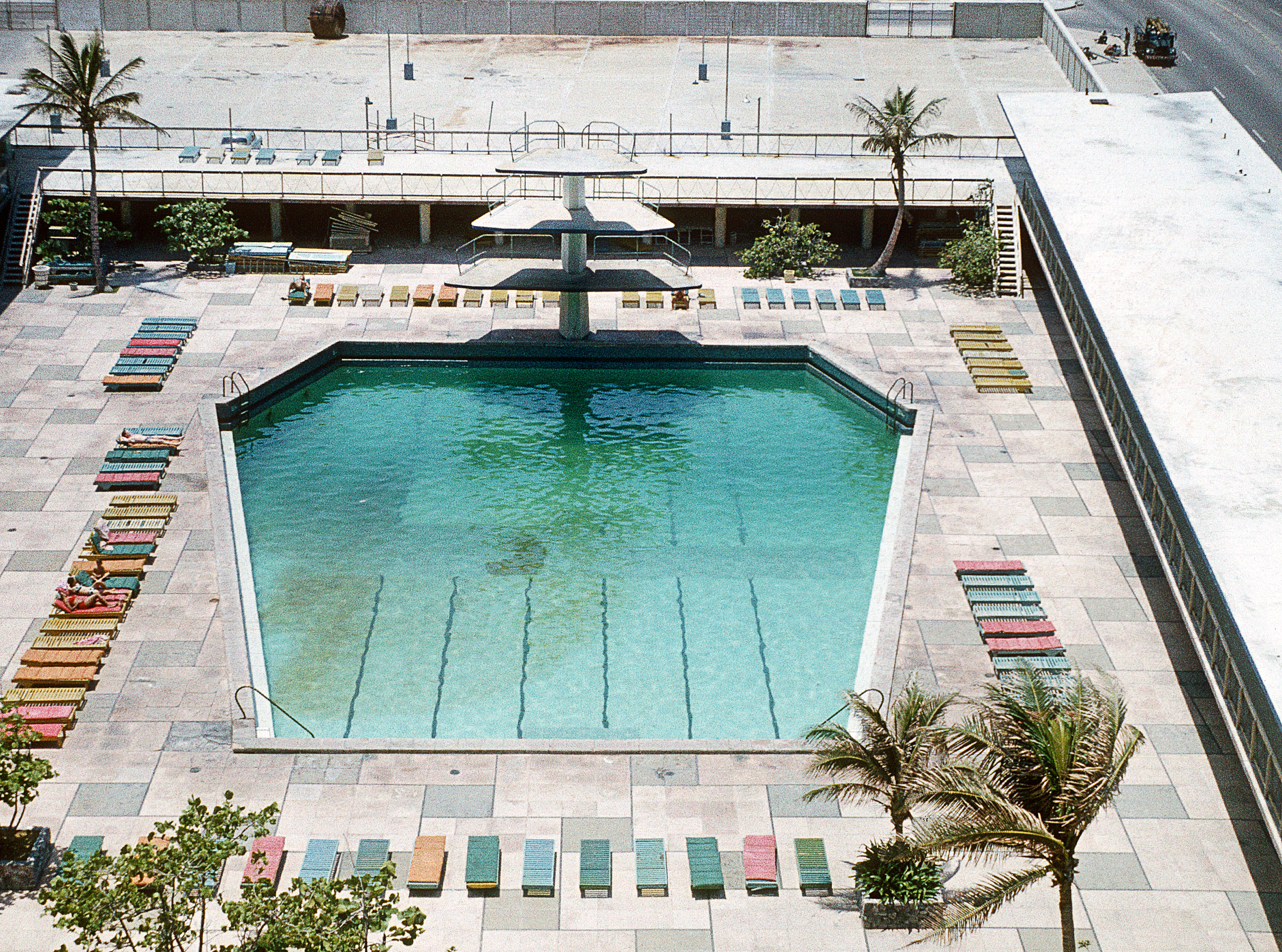
La piscine de l'hôtel en 1973.
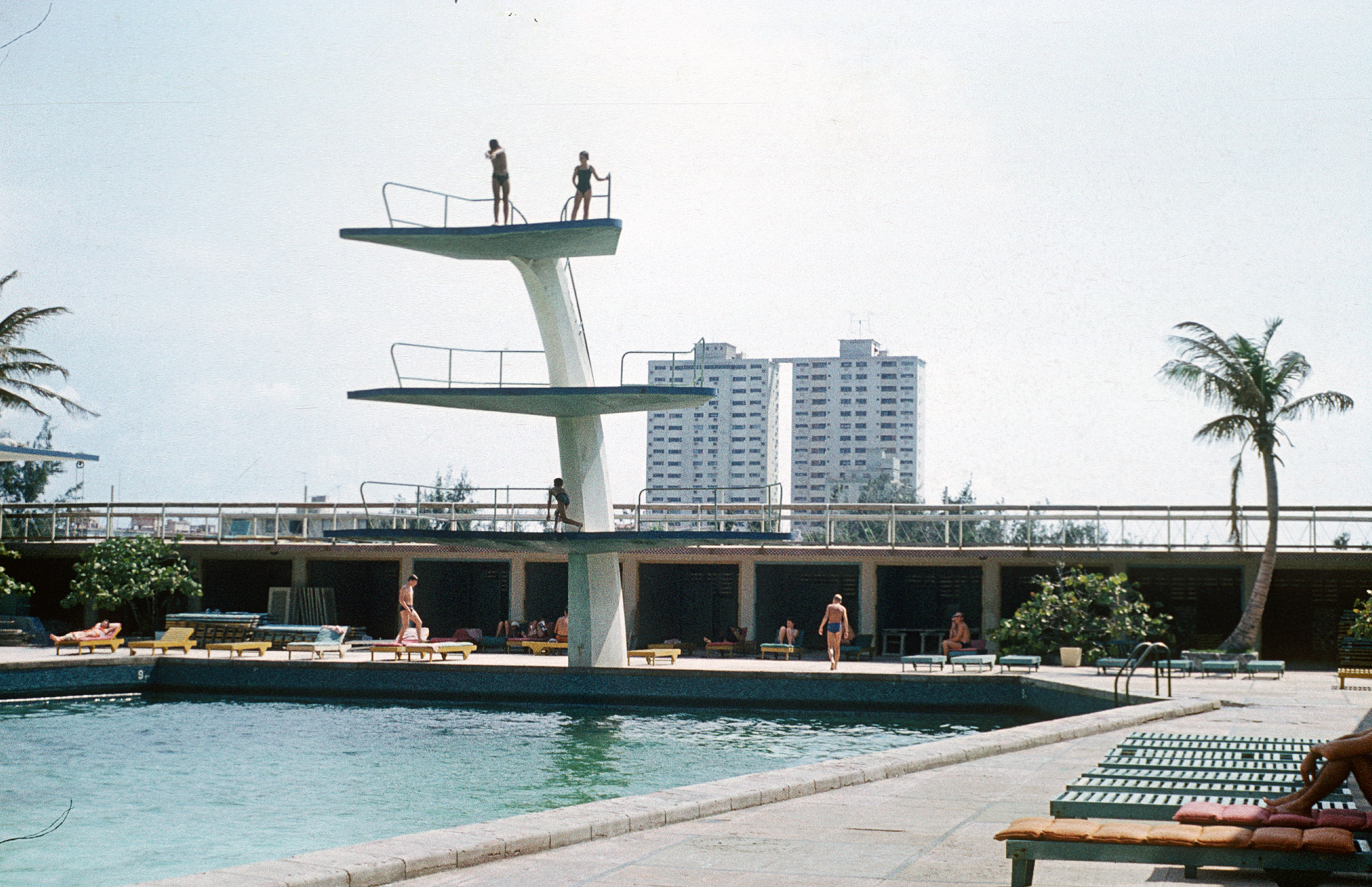
La piscine de l'hôtel en 1973.
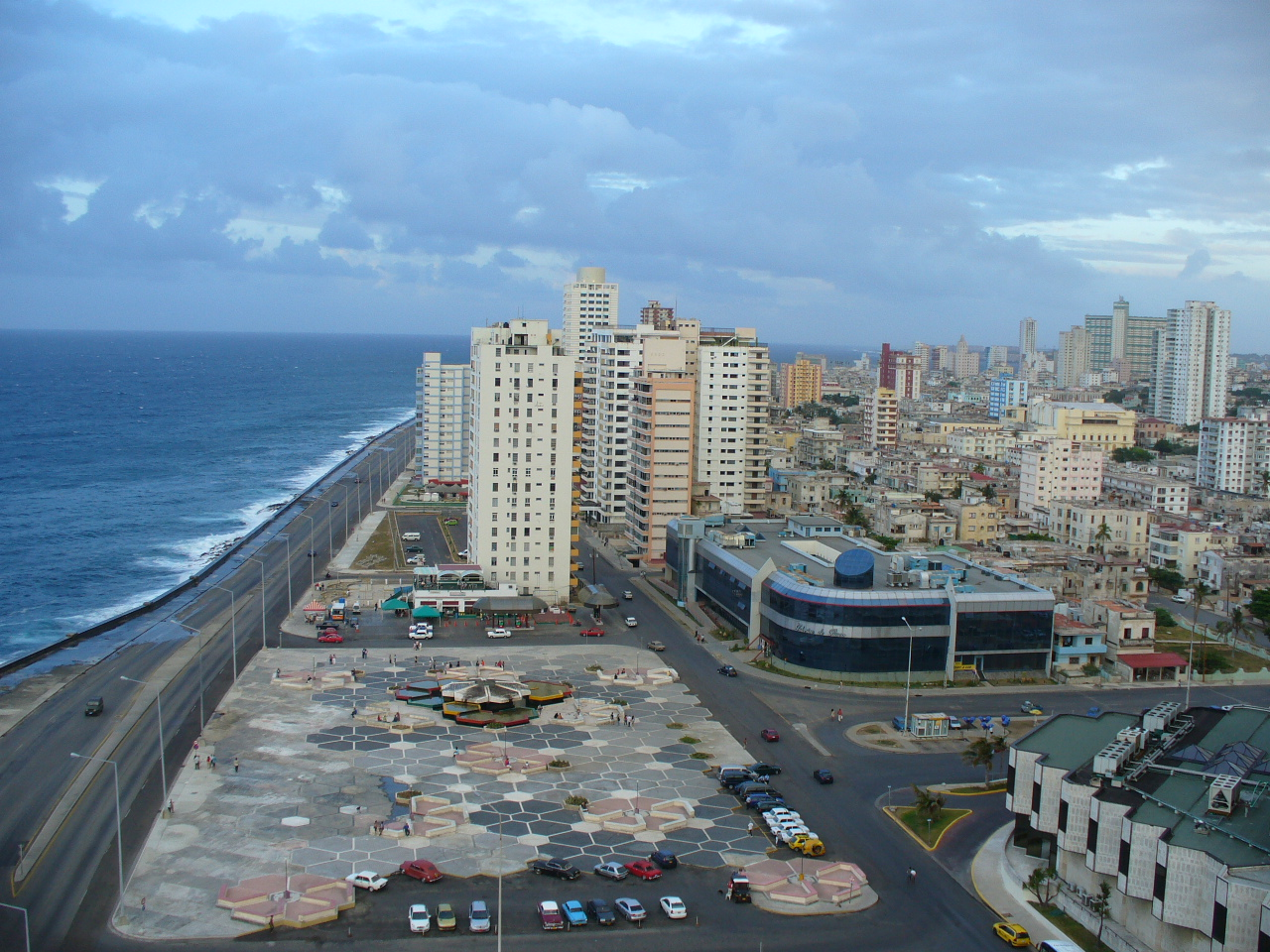
Vue vers l'est depuis l'hôtel en 2007.